# 31 de Octubre
31 de Octubre är en ort i Mexiko.   Den ligger i kommunen Cajeme och delstaten Sonora, i den västra delen av landet, 1 400 km nordväst om huvudstaden Mexico City. 31 de Octubre ligger 16 meter över havet och antalet invånare är 1 440.
Terrängen runt 31 de Octubre är mycket platt. Runt 31 de Octubre är det ganska tätbefolkat, med 80 invånare per kvadratkilometer. Närmaste större samhälle är Pueblo Yaqui, 6,6 km norr om 31 de Octubre. Trakten runt 31 de Octubre består till största delen av jordbruksmark.